# Obrigação do candomblé
Obrigação do candomblé são as cerimônias internas do candomblé que a pessoa depois de iniciada tem que cumprir, e devem ser feitas para seu Orixá.
Obrigação: conjunto de coisas a serem feitas e oferecidas ao Orixá de tempo em tempo.
- Iniciação
- Iniciação Queto
- Obrigação de 1 ano, de 3 anos, de 7 anos, de 14 anos, de 21 anos daí por diante